# Embajada de Francia en Argentina
La Embajada de Francia en Argentina es la misión diplomática de la República Francesa en la República Argentina. La embajada está situada en el Palacio Ortiz Basualdo de la Ciudad de Buenos Aires y el actual embajador es Romain Nadal desde el 2023. El Consulado General de Francia se inauguró oficialmente el 21 de septiembre de 2009 en el número 1253 de la calle Basavilbaso, a pocas cuadras de la Cancillería Argentina.

## Historia
En la primera década del siglo XX, una pareja porteña de la alta sociedad, Daniel Ortiz-Basualdo y Mercedes Zapiola Eastman, encomiendan al arquitecto francés Paul Pater para diseñar y construir lo que sería la primera embajada francesa en Argentina. Dicha construcción comenzó en 1912. El estilo de la decoración de la primera embajada francesa en Argentina era una mezcla de la influencia arquitectónica de Luis XV de Francia, y algunas decoraciones libres asiáticas e inglesas. 
Dicha instalación fue comprada por la familia Piveau León. El edificio fue utilizado como residencia del Príncipe de Gales, Eduardo VIII, en 1925, pero el Estado francés lo compró en 1939 e instaló su representación diplomática. La residencia del embajador de Francia, por su parte, quedaba en San Isidro.
En los años 1970, el edificio se deterioró progresivamente y fue considerado para demolerse. Gracias a la presión del Gobierno Francés, conservó su lugar en el corazón de la avenida 9 de Julio, y además fue rehabilitado.
Considerado uno de los edificios más bellos de Buenos Aires, el diseño interior refleja el espíritu de la aristocracia de finales siglo XIX, con grandes paneles de madera y revestimientos de mármol.

## Lista de Embajadores de Francia en Argentina
La siguiente lista cronológica muestra los anteriores embajadores que operaron en la Embajada en el país y representaron diplomáticamente a Francia en Argentina.
| Desde | Hasta       | Embajador                               |
| ----- | ----------- | --------------------------------------- |
| 1945  | 1948        | Wladimir d'Ormesson                     |
| 1948  | 1951        | Guillaume Georges-Picot                 |
| 1951  | 1955        | Guy de Girard de Charbonnières          |
| 1955  | 1957        | Philippe Baudet                         |
| 1957  | 1958        | Bernard Cornut-Gentille                 |
| 1958  | 1962        | Armand de Blanquet du Chalay            |
| 1962  | 1963        | Jean-Paul Boncour                       |
| 1963  | 1968        | Christian Jacquin de Margerie           |
| 1968  | 1972        | Jean de La Chevardière de La Grandville |
| 1972  | 1976        | Jean-Claude Winckler                    |
| 1976  | 1978        | François de La Gorce                    |
| 1978  | 1981        | Bernard Destremau                       |
| 1981  | 1984        | Dominique Paolini                       |
| 1984  | 1988        | Antoine Blanca                          |
| 1988  | 1991        | Pierre Decamps                          |
| 1991  | 1993        | Pierre Guidoni                          |
| 1993  | 1997        | Renaud Vignal                           |
| 1997  | 2003        | Paul Dijoud                             |
| 2003  | 2006        | Francis Lott                            |
| 2006  | 2009        | Frédéric Baleine du Laurens             |
| 2009  | 2013        | Jean-Pierre Asvazadourian               |
| 2013  | 2016        | Jean-Michel Casa                        |
| 2013  | 2019        | Pierre Henri Guignard                   |
| 2019  | 2023        | Claudia Scherer-Effosse                 |
| 2023  | en el cargo | Romain Nadal                            |

## Consulados honorarios
Hay 17 cónsules honorarios que están localizados en Bahía Blanca, Córdoba, San Salvador de Jujuy, La Plata, Mar del Plata, Mendoza, Neuquén, Puerto Iguazú, Resistencia, Río Gallegos, Rosario, Salta, San Carlos de Bariloche, San Miguel de Tucumán, Santa Fe, Trelew y Ushuaia.

## Circunscripciones electorales
Dado que la ley número 2013-659 del 22 de julio de 2013, reformó la representación de los franceses fuera de Francia con el establecimiento de consejos consulares en las misiones diplomáticas, los ciudadanos franceses de Argentina eligen por seis años cuatro asesores consulares. Estos últimos tienen tres funciones:
- son funcionarios electos locales de los nacionales franceses en el extranjero;
- pertenecen a una de las cinco circunscripciones que elegirá a los miembros de la Asamblea de los franceses en el extranjero;
- integran el colegio electoral que elige a los senadores que representan a los ciudadanos franceses que viven fuera de Francia.

Para las elecciones a la Asamblea de franceses en el extranjero, Argentina perteneció hasta 2014 al distrito electoral de Buenos Aires, que también incluye Chile, Paraguay y Uruguay, y le pertenecieron tres asientos. Argentina ahora pertenece a la circunscripción "América Latina y el Caribe", cuya capital es São Paulo y designa a siete de sus 49 asesores consulares para sentarse entre los 90 miembros de la Asamblea de franceses en el extranjero.
Para la elección de diputados de los franceses desde el extranjero, Argentina depende de la 2.ª circunscripción que abarca Latinoamérica y el Caribe.